# Есенаманов, Чингиз Сембаевич
Чингиз Сембаевич Есенаманов (каз. Шыңғыс Сембайұлы Есенаманов; род. 10 марта 1989, Караганда) — казахстанский игрок в мини-футбол, нападающий клуба «Семей» и сборной Казахстана по футзалу. В 2016 году стал бронзовым призёром чемпионата Европы. Рекордсмен по играм за национальную сборную.

## Биография
С 1999 года посещал футбольную группу карагандинского «Шахтёра». С 13 лет перешёл в мини-футбол, в группу Евгения Ставило, тренировавшуюся при «Тулпаре».
В 2008 году привлекался в молодёжную сборную Казахстана на первый чемпионат Европы.
С 2009 года играет в основной команде «Тулпара». Серебряный призёр чемпионатов Казахстана 2010, 2011, 2012, 2013, 2014 и 2015 годов. Обладатель бронзы чемпионата 2008 года. Обладатель Кубка Казахстана 2011 и 2012 годов. В 2012 и 2015 году признавался лучшим мини-футболистом Казахстана.
Дебютировал в составе сборной Казахстана 19 февраля 2009 года в Дублине, в матче против сборной Англии (5:2).
В 2015 году перешёл в «Кайрат». В сезоне 2015/16 стал чемпионом страны, обладателем Кубка Казахстана.
С 2023 года — игрок «Семея».
Товарищеский матч против сборной Узбекистана (2:2) 7 апреля 2024 года стал для Есенаманова рекордной 101-й игрой в составе сборной Казахстана. 

## Образование
Окончил Карагандинский экономический университет Казпотребсоюза по специальности «Финансы».